# Большая Омутная (Амурская область)
Больша́я Ому́тная — железнодорожная станция (населённый пункт) в Сковородинском районе Амурской области, Россия. Входит в городское поселение Рабочий посёлок (пгт) Ерофей Павлович.

## История
Ж.д. станция основана в 1910 г. при строительстве Западно-Амурской ж.д.

## Топонимика
Название станции дано по рядом протекающей реке — Большая Омутная. Название эвенкийского происхождения, сильно искаженное русскими, создает впечатление о русскоязычном происхождении названия от слова «омут» — глубокое место в водоеме. На самом же деле название от эвенкийского «амут» — озеро; река образует много проточных озёр.

## География
Станция Большая Омутная расположена в западном от районного центра Сковородинского района города Сковородино и восточном направлении от административного центра городского поселения посёлка Ерофей Павлович.
Расстояние до посёлка Ерофей Павлович — 42 км.
Автодорога Чита — Хабаровск проходит по окраине населённого пункта.
Станция и населённый пункт стоит на правом берегу реки Большая Омутная (левая составляющая реки Омутная, бассейн Амура).

## Население
| 2002 | 2010 | 2012 | 2013 | 2014 | 2015 | 2016 |
| ---- | ---- | ---- | ---- | ---- | ---- | ---- |
| 276  | ↘184 | ↘176 | ↗179 | ↘177 | ↗180 | →180 |
| 2017 | 2018 |      |      |      |      |      |
| ↗182 | ↘177 |      |      |      |      |      |

## Инфраструктура
- Станция Большая Омутная на Транссибе (Забайкальская железная дорога).